# Újbudai rendőrgyilkosság
Az újbudai rendőrgyilkosság 2023. január 12-én, késő este, Budapest XI. kerületében, Újbudán történt. Egy 29 éves rendőrt, Baumann Pétert, a BRFK főtörzsőrmesterét és két társát Szakács Szilárd megkéselte, Baumann kórházba szállítás után elhunyt. A rendőröket egy Lecke utcai társasház lakói hívták ki, miután az elkövető megpróbált betörni egyik szomszédja lakásába. 2016 óta ez volt az első rendőrgyilkosság az országban.
Január 13-án 15 órakor Pintér Sándor, rendőrtiszt, Magyarország belügyminisztere hősi halottá nyilvánította Baumann Pétert. A főtörzsőrmestert 2023. január 26-án 13 órakor helyezték végső nyugalomra a mátészalkai köztemetőben.

## A gyilkosság

### A rendőrök kiérkezése
Január 12-én tizenegy órakor több rendőrautó is kiérkezett a XI. kerületbe a Fehérvári út és az Etele út sarkához, miután bejelentést kaptak, hogy az egyik Lecke utcai társasház lakója megpróbált betörni szomszédjának lakásába. Összesen 42 autó érkezett a helyszínre az éjszaka során. A rendőrség a következő közleményt adta ki az esetről:
„A megerősített létszámban kiérkező rendőrök a férfit intézkedés alá vonták, majd a férfi a lépcsőházban az egyenruhásokra támadt. A támadó egy késsel három rendőrt megszúrt és az utcára menekült, ahol az egyik járőr figyelmeztető lövést követően lábon lőtte, majd elfogták.
Az elkövető „hangokat hallott,” fejébe vette, hogy meg kell mentenie felső szomszédját, egy idős nőt. Több ajtón is dörömbölt előtte az éjszaka során, szemtanúk szerint zavartnak tűnt. Ezt követően próbálta meg egy kalapáccsal betörni a nő ajtaját.

### A bűncselekmény
A kiérkező rendőrök közül hárman megpróbálták megbilincselni Szakács Szilárdot, aki megtámadta őket egy 17 centiméteres pengével, megkéselve mindhármat. Baumann Péter főtörzsőrmestert szívtájon érte a szúrás, így kórházba szállítása után elhunyt. A másik két jelenlévő rendőrt combon, illetve mellkason és karján szúrta meg.
Miután az utcára rohant, az őt üldöző sérült rendőrök leadtak egy figyelmeztető lövést, majd körbeállták a közeli villamosmegállóban. Először a férfi a síneken feküdt, nem engedelmeskedett a rendőrök felszólításaira. Annak ellenére, hogy többször is felszólították, hogy forduljon meg és jelezték neki, hogy ha megmozdul lelövik, Szakács Szilárd megpróbált elrohanni előlük, így lábon lőtték. A történések közben az egyik rendőr azt kommunikálta a főkapitánysággal, hogy „Nem tudjuk kezelni az embert, mind a ketten vérzünk.” Az elkövető meglövése után többször is azt kiabálta, hogy a „rendőrök gyilkosok” és a ház lakóinak kiabált, hogy hívjanak rendőröket, mert gyilkosokat hívtak. Tovább fenyegette a helyszínen lévő tiszteket is, azt ismételgetve, hogy „Meg akarnak ölni!”

## Az elkövető letartóztatása
Az elkövetőt kihallgatták, de nem tett vallomást és az összes vádat tagadta, majd panaszt tett gyanúsítása ellen. Az elkövetőt egy budapesti kórház traumatológiáján tartották, a Fővárosi Törvényszék pedig megerősítette, hogy harminc napos letartóztatását az Igazságügyi Megfigyelő és Elmegyógyító Intézetben tölti.
Letartóztatását 2023 februárjában meghosszabbították, hogy elmegyógyító intézetben tartsák, ahol elmeállapotát vizsgálják. 2024 márciusában jogerős döntést hozott a bíróság, hogy Szakács Szilárdot börtönbüntetésre elmeállapota miatt nem, hanem kényszergyógykezelésre ítéli.

## Az áldozat
Baumann Péter (Kisvárda, 1993. február 3. – Budapest, 2023. január 13.) rendőrre eképpen emlékezett a rendőrség:
„Petit mosolygós, a rosszkedvet hírből nem ismerő, családját rajongásig szerető, hivatásának élő rendőrként ismerték. Rendőri tanulmányait 2012-ben kezdte a Miskolci Rendészeti Szakközépiskolában, 2013. július elsején szerelt fel próbaidős járőrként a BRFK XI. kerületi Rendőrkapitányság állományába. Járta a ranglétrát: 2018. decemberében járőrvezető, fél évre rá járőrparancsnok beosztásba került. Utána körzeti megbízottként dolgozott. Imádta, amit csinált, helytállását vezetői is elismerték. Teljesítményértékelésnél kivételes minősítést kapott, ez is bizonyítja szakmai elhivatottságát.
A közösség biztonságáért produkált hathatós munkájáért szolgálata alatt hét ízben részesült Önkormányzati jutalomban. Valósággal feloldódott hivatásában, az élete volt a rendőrség, a Cég kitöltötte minden pillanatát, gyakorlatilag hobbija sem volt. Egy éve talált rá a szerelem, társa, Niki szintén hivatásos állomány tagja egy társszervnél. Családját, különösen édesanyját rajongásig szerető emberként ismerték, 32 esztendős bátyja, István is gyászolja. Peti februárban lett volna 30 éves.
Baumann Péter a XI. Kerületi Rendőrkapitányságon nemcsak a kollégáit, hanem a barátait is itt hagyta.”

### Búcsúztatása
2023. január 26-án a mátészalkai temetőben katonai és rendőri tiszteletadás mellett helyezték örök nyugalomra. A temetésen Pintér Sándor belügyminiszter, Bolcsik Zoltán rendészeti államtitkár, Balogh János rendőr altábornagy, országos rendőrfőkapitány és helyettesei, a megyei rendőrfőkapitányok és a társszervek vezetői személyesen búcsúztak. A ravatalnál a BRFK munkatársai és a teljes rendőri állomány nevében Budapest rendőrfőkapitánya, Terdik Tamás vezérőrnagy mondott búcsúbeszédet.
A rendőrségi épületeken fekete zászlóval, a szolgálati gépjárműveken gyászszalaggal tisztelegtek munkatársuk helytállása előtt a rendőrök.

## Az elkövető
A gyilkosság elkövetője Szakács Szilárd, az épület egyik lakója volt. A férfi arról volt ismert, hogy nagyon agresszív, valamint gyakran járt edzőterembe, és a szomszédok elmondása szerint gyakran zavart volt, valószínűleg valamilyen kábítószert használt. A férfi éppen felfüggesztett szabadságvesztésének próbaidejét töltötte, amikor megtámadta a rendőröket. Korábban már elítélték erőszakos bűncselekmények miatt, a próbaidejét garázdaság és testi sértés miatt töltötte. A főügyészség javasolta előzetes letartóztatását, hiszen szökése és bűnismétlés veszélye szerintük fennállt. A főügyészség egy közleményben a következőt írta: „Az elkövető terhére rótt bűncselekmény büntetési tétele tíz évtől húsz évig terjedő vagy életfogytig tartó szabadságvesztés.”